# یول‌یانی (آماسیه)
یول‌یانی (به ترکی استانبولی: Yolyanı) یک منطقهٔ مسکونی در ترکیه است که در آماسیه واقع شده‌است.